# 자말 카슈끄지
자말 아흐마드 카슈끄지(아랍어: جمال أحمد خاشقجي Jamāl Aḥmad Ḫāšuqji[*], 1958년 10월 13일 ~ 2018년 10월 2일)는 사우디아라비아의 언론인, 작가, 칼럼니스트이다.

## 생애
사우디아라비아 메디나에서 튀르키예계 사우디아라비아인 가문인 카슈끄지 가문의 아들로 태어나서 사우디아라비아에서 초등 교육, 중등 교육을 받았다. 1982년에는 인디애나 주립 대학교 경영학과 학사 학위를 받았다. 1991년부터 1999년까지 아프가니스탄, 알제리, 쿠웨이트, 수단, 중동 각지에서 해외 특파원으로 활동했고 1999년부터 2003년까지 사우디아라비아의 영어 신문 《아랍 뉴스》의 부편집장으로 근무했다. 특히 1987년부터 1995년까지 오사마 빈라덴과의 인터뷰를 가진 것으로 유명하다. 그 외에 《워싱턴 포스트》 칼럼니스트, 알아랍 방송국장 겸 주필, 사우디아라비아의 신문 《알와탄》 편집주간 등을 역임했다.
카슈끄지는 2017년 9월 사우디아라비아에서 출국하여 미국으로 건너간 뒤부터 사우디아라비아 정부를 비판하는 기고문을 써 왔다고 전해진다. 카슈끄지는 사우디아라비아의 무함마드 빈 살만 왕세자, 살만 빈 압둘아지즈 국왕에게 매우 비판적인 인사로, 사우디아라비아 주도 연합군의 예멘 개입도 비판해 왔다.

## 피살
카슈끄지는 2018년 10월 2일 튀르키예 이스탄불 주재 사우디아라비아 영사관을 방문한 이후에 행방이 묘연해졌다. 튀르키예 정부에서는 사우디아라비아 정부에서 파견한 요원 15명이 카슈끄지를 심문, 고문, 살해하고 시체를 토막내서 처리했다는 의혹을 제기했고, 국제적인 논란이 불거졌다. 사우디아라비아 당국은 자말 카슈끄지가 튀르키예 이스탄불 사우디 총영사관에서 살해됐다는 사실을 확인했다고 밝혔다.